# Burg Bietigheim
Die Burg Bietigheim ist eine abgegangene Burg im Ortsteil Bietigheim der Stadt Bietigheim-Bissingen im Landkreis Ludwigsburg in Baden-Württemberg. Von der Burg sind keine sichtbaren Reste vorhanden.

## Geschichte
Archäologische Untersuchungen ergaben, dass die Burg im 12. Jahrhundert errichtet worden sein dürfte. Möglicherweise erbauten die Herren von Bietigheim die Burg. Dies dürfte jedoch nicht ohne die Zustimmung der Grafen von Vaihingen erfolgt sein, die Bietigheim als Lehen vergaben. Urkundlich erstmals erwähnt wird die Burg Bietigheim 1279, als Konrad Körnlin, genannt von Schmidelfeld dem Kloster Lorch alle seine Besitztümer, außer der Burg, den dazugehörenden Eigenleuten und dem Fischrecht vermachte. Vermutet wird, dass die Burg in einer Fehde durch Graf Eberhart den Erlauchten 1291 bis auf den halben Bergfried und die Kapelle zerstört wurde. Der als Glockenturm genutzte Turmrest stürzte am 1. März 1542 ein, wobei neun Menschen ums Leben kamen. Dies belegt eine Inschrift an einem der nördlichen Strebepfeiler der Stadtkirche. Historische Berichte beschreiben, der Turm sei damals in alle vier Seiten auseinandergefallen. Dadurch wurden der Kelter, neun Wohnhäuser und Scheunen, der Fruchtkasten sowie die Stadtkirche zerstört oder beschädigt. Während der baulichen Sicherung der Kelter wurde das Areal 1984 und 1985 archäologisch untersucht.

## Anlage
Die ehemalige Ausdehnung des Burgareals zeigt sich noch heute zumindest annähernd an dem Verlauf der Pfarrstraße und Turmstraße. In historischen Quellen wurden die Maße des Turms mit einer Kantenlänge von 17 Metern angegeben, daher wurde bis zum Zeitpunkt der Ausgrabung von einem Wohnturm ausgegangen. Die Stadtkirche dürfte auf der ehemaligen Burgkapelle gründen. Die archäologischen Untersuchungen ergaben, dass die südwestliche Ecke der Kelter auf die Fundamente eines Wehrturmes aufgesetzt ist. Der quadratische Turm hatte eine Kantenlänge von 11,5 Metern und eine Mauerstärke von 3,5 Metern. Vermutet wird, dass der Turm zumindest in Teilen mit aufgefundenen Buckelquadern erbaut wurde. Im Abstand von einem Meter zum Turm wurde im östlichen Kelterbereich eine aus zwei Teilen bestehende doppelte Umfassungsmauer festgestellt. Die Bebauung innerhalb wurde bislang nicht untersucht. Im östlichen Bereich der Kelter konnte die Westwand eines nicht näher deutbaren Burggebäudes ausgegraben werden. Der nördliche Burggraben konnte im Bereich der Turmstraße lokalisiert werden. Der südliche Burggraben befindet sich an der Südseite der Stadtkirche. Der Graben hatte eine Breite von rund 12 Metern.